# Fiano Romano
Fiano Romano este o comună din provincia Roma, regiunea Lazio, Italia, cu o populație de 16.237 locuitori (1 ianuarie 2023) și o suprafață de 41,19 km².

## Demografie
Fiano Romano - evoluția demografică

|  | Graficele sunt indisponibile din cauza unor probleme tehnice. Mai multe informații se găsesc la Phabricator și la wiki-ul MediaWiki. |

Date: Recensăminte sau birourile de statistică - grafică realizată de Wikipedia